# Illio Capocci
Illio Capocci (siglo XX, Reino de Italia - 19 de mayo de 1965, Palacio Nacional, Ciudad de Santo Domingo) fue un militar italo-alemán que combatió en la Segunda Guerra Mundial y en las Guerras de Indochina e Argelia como parte de la Legión Extranjera Francesa, posteriormente estuvo en el bando rebelde en la Guerra civil dominicana, de origen italiano, de madre alemana y padre italiano 

## Segunda Guerra Mundial y Guerra de Indochina

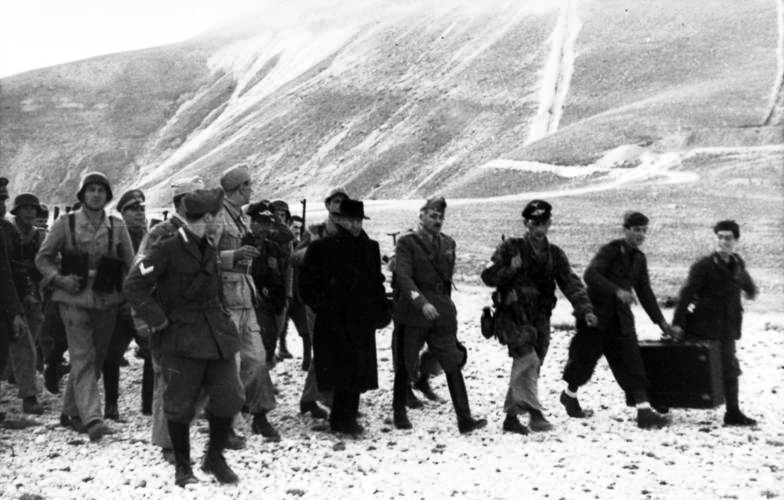
Mussolini con las tropas alemanas que lo rescataron en Campo Imperatore el 12 de septiembre de 1943.

Cuando era adolescente se alistó en las Milicia Voluntaria para la Seguridad Nacional (Camisas Negras) y luego logró unirse al ejército ejército alemán (Wehrmacht), alcanzando velozmente el rango de SS-Hauptsturmführer/Capitán. Posteriormente perteneció a los "KHMER", participó en el rescate de Mussolini y estuvo en el atentado contra el General Eisenhower.  
Tras la derrota alemana se libró de caer prisionero e ingresó en la Legión Extranjera Francesa. Se le encomendó ir a la Indochina como destino, donde participó en la Batalla de Dien Bien Phu. Luego de la derrota en la batalla cayó prisionero y volvió a Italia donde se retiró de la actividad militar.

## Guerra Civil Dominicana
Llegó a la República Dominicana contratado por el Generalísimo Rafael Leónidas Trujillo para la creación del Cuerpo de "hombres ranas".
Cuando estalló la contienda bélica de 1965, Capocci era entrenador del cuerpo de “hombres rana” de la Marina de Guerra Dominicana, unidad que comandaba el coronel Montes Arache. Desde principio del conflicto, Capocci asumió un papel relevante dentro del movimiento rebelde. Participó en el combate del Puente Duarte, el 27 de abril de 1965.
Capocci formó parte del grupo de rebeldes que planearon tomar militarmente el Palacio Nacional, a la sazón ocupado por miembros del "Gobierno de Reconstrucción Nacional" del general Antonio Imbert Barrera y apoyados por tropas estadounidenses. El 19 de mayo de 1965 durante el intento de toma, Capocci cayó mortalmente herido en los jardines del Palacio Nacional, por el fuego de las tropas de CEFA. En esa fallida operación también cayeron abatidos el coronel Fernández Domínguez, Juan Miguel Román y Euclides Morillo, entre otros combatientes rebeldes.
Sus restos reposan en el cementerio de la avenida Independencia en Santo Domingo.